# Biomedicum Helsinki
Pour les articles homonymes, voir Biomedicum.
Biomedicum Helsinki est un centre de recherche et d'enseignement situé dans la zone hospitalière du quartier de Meilahti  à Helsinki en Finlande.

## Description
Le centre comprend deux bâtiments, le Biomedicum Helsinki 1 abrite les installations de recherche et les installations d'enseignement de la Faculté de médecine de l'Université d'Helsinki. 
Dans les installations de recherche, sont menées la recherche fondamentale de l'université, la recherche clinique du Centre hospitalier universitaire d'Helsinki (HYKS) et, entre-autres, la recherche de l'Institut national de la santé et du bien-être (THL), de Folkhälsan (fi), de l'Institut de recherche Wihuri, de l'Institut finlandais de médecine moléculaire (fi) et de l'Institut de Recherche Médicale Minerva (fi).
Environ 1 000 chercheurs travaillent dans le bâtiment. 
Le Biomedicum Helsinki 2 dispose,entre autres, d'espaces pour les entreprises des domaines de la médecine et de la recherche.
| Bâtiment       | Adresse          | Coordonnées                  | Réf.  |
| -------------- | ---------------- | ---------------------------- | ----- |
| Biomedicum 1:n | Haartmaninkatu 8 | 60° 11′ 26″ N, 24° 54′ 21″ E | [ 4 ] |
| Biomedicum 2:n | Tukholmankatu 8  | 60° 11′ 26″ N, 24° 54′ 14″ E | [ 4 ] |

## Architecture
Le bâtiment 1 a été achevé en 2001 et le bâtiment 2 en 2008. 
Les bâtiments ont été conçus par les architectes Timo Vormala et Matti Lummaa.
Le bâtiment a été achevé en 2001. Sa forme ressemble à celle d'un trèfle à trois feuilles. Les installations de recherche et d'enseignement à plusieurs étages entourent un puits de lumière spacieux recouvert de verre.
La plupart des salles d'enseignement et de réunion du complexe Biomedicum sont situées au rez-de-chaussée du Biomedicum 1. Les salles de réunion disponibles à la réservation sont également situées aux étages supérieurs, avec le Faculté Club, son sauna et ses équipements associés au dernier étage. 
Leur utilisation est coordonnée par la Fondation Biomedicum Helsinki, qui finance également des activités de recherche dans le domaine de la médecine. 
Les bâtiments sont reliés par un pont nommé en l'honneur de Konrad ReijoWaara (1853-1936), premier rédacteur en chef de la revue Duodecim (fi).
Le bâtiment 1 a reçu le Prix de la structure en béton de l'année en 2000.

## Galerie

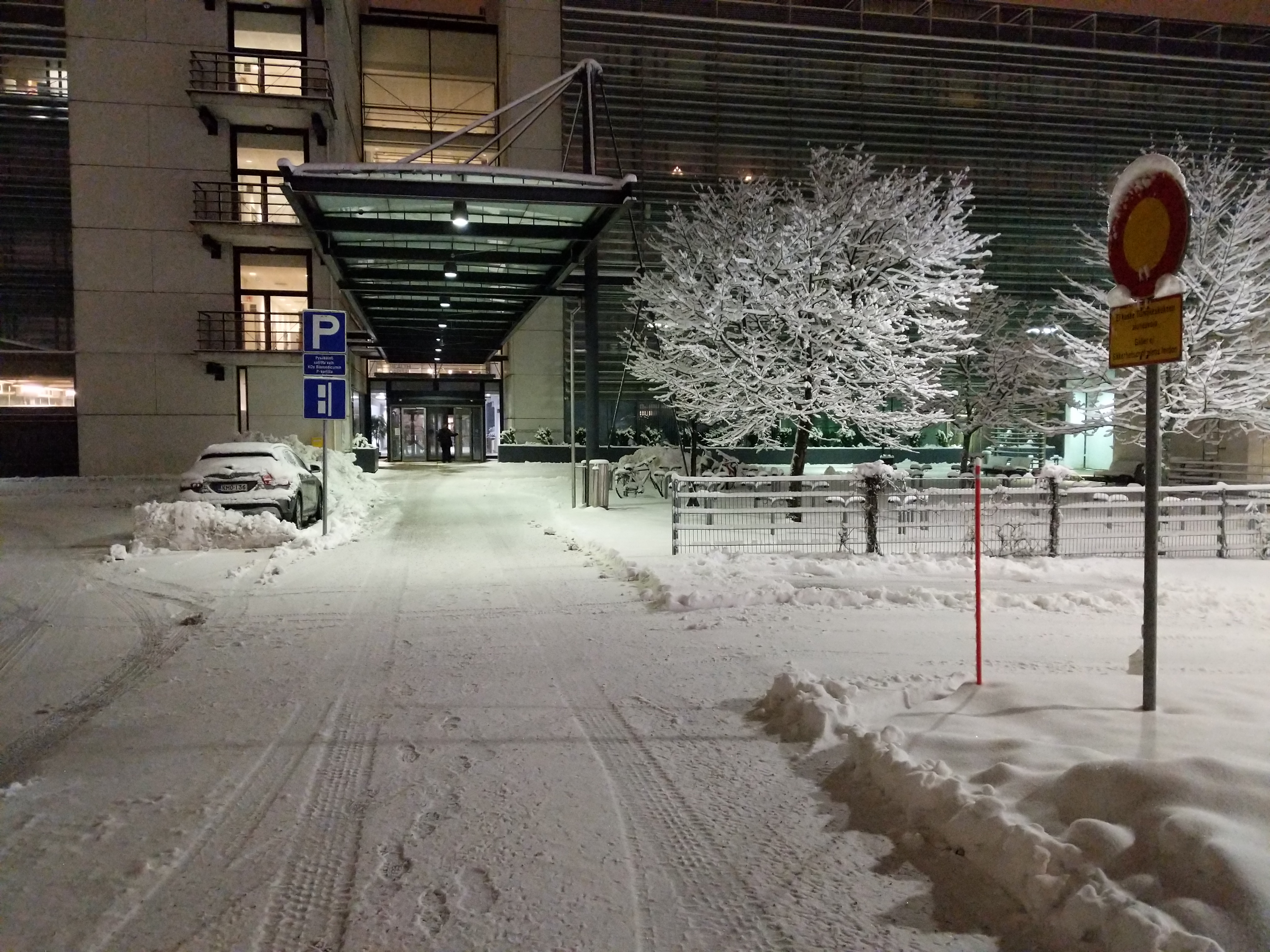
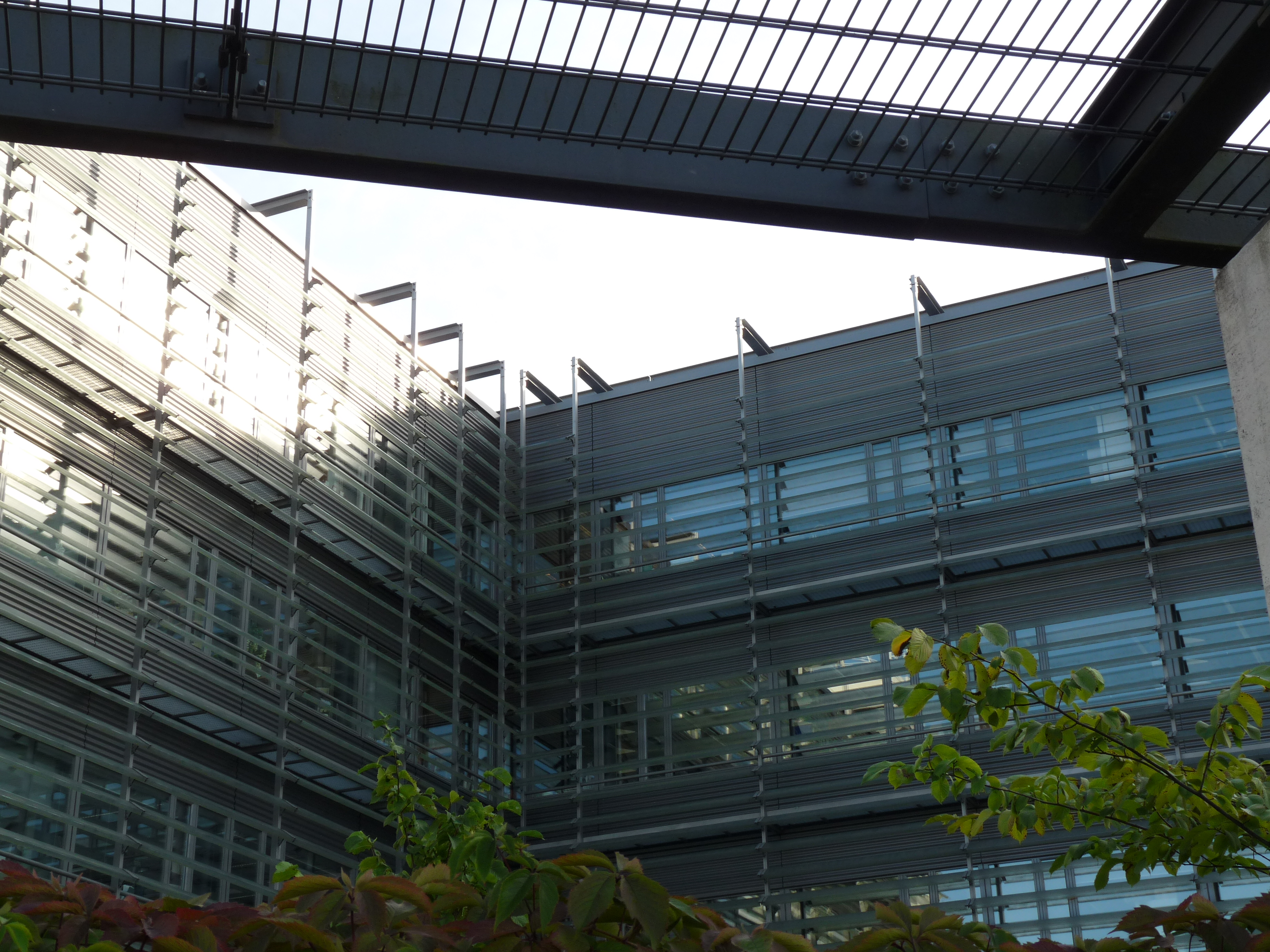
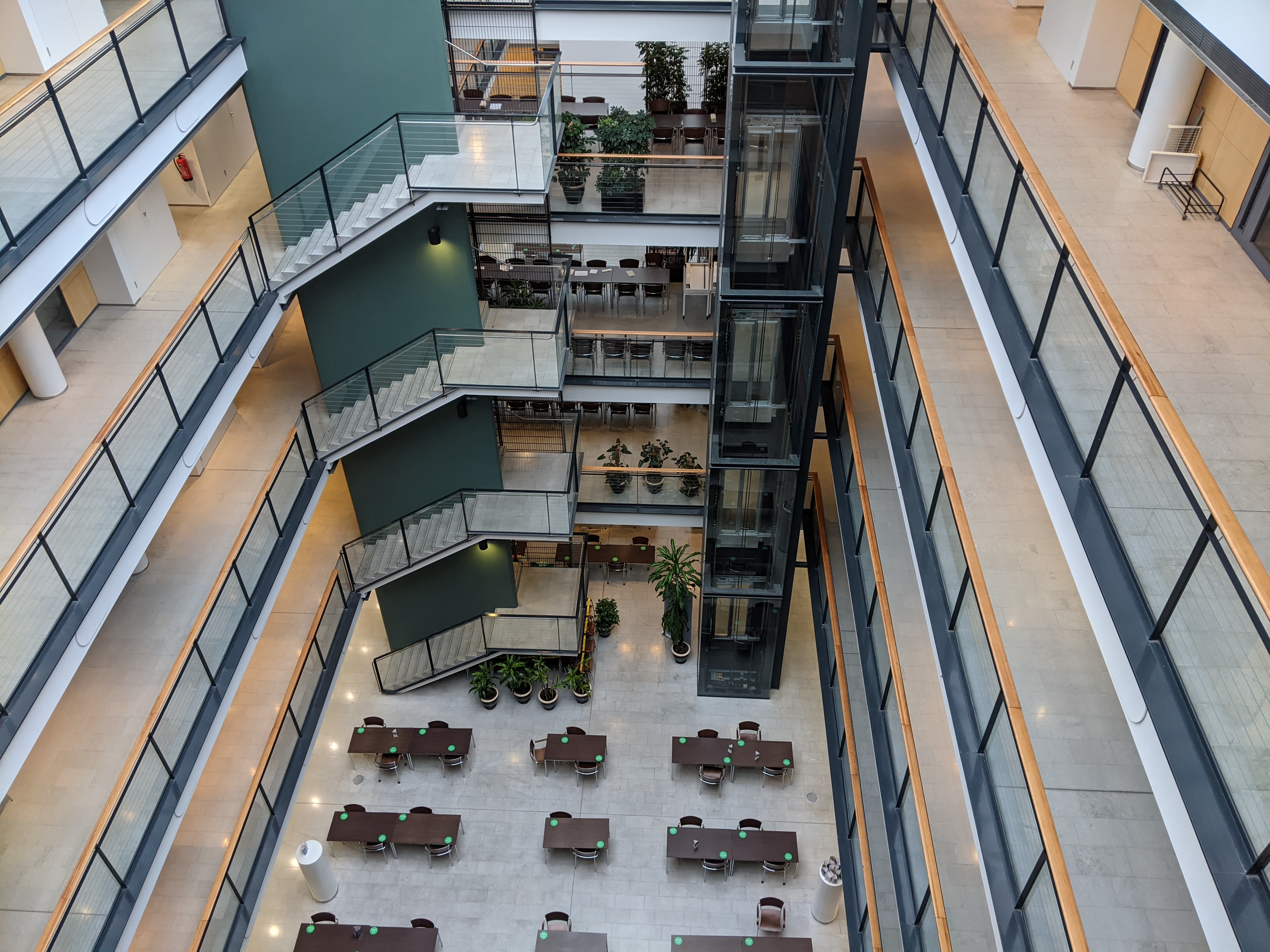